# Theoren Fleury
Theoren Wallace „Theo“ Fleury (* 29. Juni 1968 in Oxbow, Saskatchewan) ist ein ehemaliger kanadischer Eishockeyspieler, der im Verlauf seiner aktiven Karriere zwischen 1984 und 2006 unter anderem 1161 Spiele für die Calgary Flames, Colorado Avalanche, New York Rangers und Chicago Blackhawks in der National Hockey League bestritten hat. Fleurys größte Karriereerfolge waren der Gewinn des Stanley Cups im Jahr 1989 mit den Calgary Flames und der Olympiasieg mit der kanadischen Nationalmannschaft bei den Olympischen Winterspielen 2002.

## Karriere
Fleury wuchs in Regina in der Provinz Saskatchewan auf. In seiner Schulzeit wurde sein Talent als Eishockeyspieler entdeckt, allerdings befürchteten seine Trainer, dass er trotz unglaublichen Talents mit 1,67 m zu klein für die National Hockey League sei. Im NHL Entry Draft 1987 wagten es die Calgary Flames, ihn an insgesamt 166. Stelle zu ziehen. In dieser Zeit spielte Fleury noch für die unterklassigen Moose Jaw Warriors in der Western Hockey League, wo er bis heute viele teaminterne Rekorde hält, so etwa für die meisten Punkte in einer Saison. Im Jahr 1987/88 wurde er gemeinsam mit Joe Sakic sogar Topscorer der Liga.

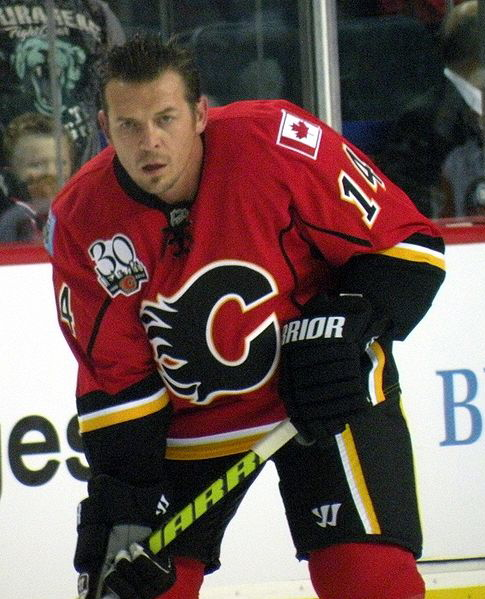
Fleury im Dress der Calgary Flames

In seiner ersten Profisaison spielte er im Farmteam der Flames und punktete abermals weit überdurchschnittlich, konnte jedoch trotzdem keinen einzigen NHL-Einsatz verzeichnen. In der darauf folgenden Saison spielte er erstmals in der NHL und machte während der regulären Saison 34 Punkte in 36 Spielen. So konnte er beweisen, dass er trotz seiner geringen Größe in der NHL mithalten kann. In der nächsten Saison trumpften die Flames auf und gewannen ihren ersten Stanley Cup. Auch Fleury war Mitglied der siegreichen Mannschaft und lernte von damaligen und späteren Größen wie Lanny McDonald, Al MacInnis und Joe Nieuwendyk, die ebenfalls Spieler der Flames waren.
Bis 1998 blieb Fleury in Calgary, erreichte zweimal die 100-Punkte-Marke, erzielte einmal 51 Tore in einer Saison und bildete in der Saison 1993/94 zusammen mit Robert Reichel und Gary Roberts die produktivste Angriffsreihe der Liga (alle drei erzielten jeweils über 40 Tore). Außerdem wurde er zum erfolgreichsten Spieler der Flames und schlug den teaminternen Torrekord, der von Joe Nieuwendyk gehalten wurde, mit seinem 315. Tor für die Flames. Er machte insgesamt 731 Punkte in 731 Regular-Season-Spielen für die Calgary Flames, was ebenfalls den Karriererekord an Punkten bei den Flames darstellt.
1998 wurde Fleury zusammen mit Chris Dingman im Austausch gegen René Corbet und Robyn Regehr zu Colorado Avalanche transferiert, wo er das letzte Mal in seiner Karriere 40 Tore in einer Saison schaffte. Er verließ als letzter verbliebener Stanley-Cup-Champion von 1989 die Calgary Flames, blieb allerdings nur diese eine Saison in Colorado und unterschrieb für die folgenden drei Jahre als sogenannter Free Agent bei den New York Rangers, wo er zusammen mit Mike York und Eric Lindros in einer Reihe spielte, die zur besten Angriffsreihe der Saison 2001/02 gewählt wurde. An seine alten Erfolge kam er trotzdem nicht mehr heran und so wechselte er 2002 nach Chicago, wo er seine letzten beiden Saisons spielte, bis er schließlich am 11. März 2003 wegen Drogen- und Alkoholmissbrauchs von der NHL suspendiert wurde. Anfang der Saison 2004/05 wollte er ein Comeback in einer unterklassigen Eishockeyliga starten, welches aber an seinem noch immer währenden Drogenproblem scheiterte.
In der Saison 2005/06 gelang ihm sein Comeback bei den Belfast Giants in der britischen Elite Ice Hockey League, für die er nach dreijähriger Abstinenz vom Eishockeysport 38 Spiele bestritt und 81 Punkte erzielte. Im Jahr 2009 gab Fleury mit nunmehr 41 Jahren und sechsjähriger NHL-Abstinenz bekannt, wieder für seinen alten Verein, die Calgary Flames auflaufen zu wollen. Die Flames boten dem Stürmer zunächst an, am Sommertrainingslager und den Vorbereitungsspielen teilzunehmen. Am 17. September 2009 erzielte Theoren Fleury im Vorbereitungsspiel gegen die New York Islanders den Siegtreffer im Shootout und hinterließ auch sonst einen guten Eindruck. Dennoch schaffte er den Sprung in den Kader nicht, woraufhin er seinen erneuten Rücktritt bekannt gab. Seine Rückennummer im Verein war die 14, international lief er für Kanada zumeist mit der 74 auf. Seit Fleury die Flames verließ, wurde die Rückennummer 14 dort nicht mehr vergeben.

## Erfolge und Auszeichnungen
| - 1987 WHL East First All-Star Team - 1988 WHL East Second All-Star Team - 1988 Bob Clarke Trophy (gemeinsam mit Joe Sakic) - 1989 Stanley-Cup-Gewinn mit den Calgary Flames - 1991 Teilnahme am NHL All-Star Game - 1991 Alka-Seltzer Plus Award (gemeinsam mit Marty McSorley) - 1992 Teilnahme am NHL All-Star Game - 1995 NHL Second All-Star Team - 1996 Teilnahme am NHL All-Star Game | - 1996 NHL-Spieler des Monats Januar - 1997 Teilnahme am NHL All-Star Game - 1998 Teilnahme am NHL All-Star Game - 1999 Teilnahme am NHL All-Star Game - 2001 Teilnahme am NHL All-Star Game - 2006 Topscorer der Elite Ice Hockey League - 2006 Bester Vorlagengeber der Elite Ice Hockey League - 2006 EIHL Player of the Year - 2006 EIHL First All-Star Team |

### International
| - 1988 Goldmedaille bei der Junioren-Weltmeisterschaft - 1988 Bester Torschütze der Junioren-Weltmeisterschaft (gemeinsam mit Rob Brown) - 1988 All-Star-Team der Junioren-Weltmeisterschaft - 1991 Silbermedaille bei der Weltmeisterschaft | - 1991 Goldmedaille beim Canada Cup - 1996 Zweiter Platz beim World Cup of Hockey - 2002 Goldmedaille bei den Olympischen Winterspielen |

## Karrierestatistik

### International
Vertrat Kanada bei:
| - Junioren-Weltmeisterschaft 1987 - Junioren-Weltmeisterschaft 1988 - Weltmeisterschaft 1990 - Weltmeisterschaft 1991 | - Canada Cup 1991 - World Cup of Hockey 1996 - Olympischen Winterspielen 1998 - Olympischen Winterspielen 2002 |

(Legende zur Spielerstatistik: Sp oder GP = absolvierte Spiele; T oder G = erzielte Tore; V oder A = erzielte Assists; Pkt oder Pts = erzielte Scorerpunkte; SM oder PIM = erhaltene Strafminuten; +/− = Plus/Minus-Bilanz; PP = erzielte Überzahltore; SH = erzielte Unterzahltore; GW = erzielte Siegtore; 1 Play-downs/Relegation; Kursiv: Statistik nicht vollständig)

## Sonstiges
Im Oktober 2009 veröffentlichte Fleury seine Autobiographie mit dem Titel „Playing with Fire“.